# Калиновка (Лиманский район)
Калиновка (укр. Калинівка), до 1940 года Поповка — село, относится к Лиманскому району Одесской области Украины.
Население по переписи 2001 года составляло 493 человека. Почтовый индекс — 67530. Телефонный код — 4855. Занимает площадь 0,97 км². Код КОАТУУ — 5122781701.

## Местный совет
67530, Одесская обл., Лиманский р-н, с. Калиновка, ул. Центральная